# Melanagromyza miamensis
Melanagromyza miamensis este o specie de muște din genul Melanagromyza, familia Agromyzidae, descrisă de Spencer în anul 1973.
Este endemică în Florida. Conform Catalogue of Life specia Melanagromyza miamensis nu are subspecii cunoscute.